# چاتانوگا (تنسی)
چاتانوگا (به انگلیسی: Chattanooga) چهارمین شهر بزرگ ایالت تنسی است. جمعیت این شهر بالغ بر ۴۹۶٬۷۰۴ نفر است و در نزدیکی مرز ایالت جورجیا قرار دارد. دانشگاه تنسی در چتانوگا بزرگترین دانشگاه این شهر است.